# Quàntum
En física, el terme quàntum (en plural, quanta) s'utilitza per a referir-se a una unitat elemental i indivisible.
El descobriment de les lleis de la física quàntica a principi del segle xx va revelar que algunes magnituds físiques, com ara l'energia, no poden prendre qualsevol valor sinó només certs valors concrets, múltiples d'una quantitat base. Aquesta quantitat base és el quàntum, que pot prendre diferents noms depenent de la magnitud de què estiguem parlant; així, per exemple, el quàntum de llum (o d'energia) és el fotó.
La quantificació (o quantització) fa referència a la reformulació d'una teoria clàssica en el formalisme de la física quàntica. Encara que la física clàssica és només una bona aproximació de la física quàntica per a fenòmens a escala macroscòpica, la construcció de la teoria quàntica es fa sovint en sentit contrari, començant a partir de la teoria clàssica existent, per derivar la seva rèplica més fonamental quàntica. Posem per cas, hom pot parlar de la quantificació del camp electromagnètic.
Tot el que podem dir sobre la teoria dels quanta es pot resumir en una clàusula molt simple:
L'acció mínima en la natura és, per a tots els sistemes, S≥ħ/2,
en què ħ és el quàntum de moment angular i d'espín, i S és l'acció mínima en la natura.